# 植物权利
植物权利是植物可享有的权利。这一问题经常与动物权利或生物中心主义一併讨论。

## 哲学渊源
有关动物权利是否可以延伸到植物的问题，哲学家汤姆·里根认为，动物拥有权利是由于有知觉和意识，他称之为“生命的主体”（subjects-of-a-life）。他认为，植物没有这些功能，并且即使植物有权利，但因为动物吃的是植物，那么放弃吃肉的人能被视为是道德的。

## 道德倫理
Matthew Hall認為植物权利问题應該归入人類道德考量的领域。他的作品 《Plants as Persons: A Philosophical Botany》以西方哲学为背景讨论植物的道德倫理問題，並將其与其他的傳統思想关联，包括固有文化，一种表示应当將植物看待成人類，並給予適當的關心和尊重的观点。 他的觀點建立於神經生物學，指出植物有自主權，是有知覺的生物，有感覺適應能力。

## 科学论据
植物生理学的研究认为，植物具有认识周围环境变化的机制。植物感知的定义不同于植物用以感受情绪、产生思想的，近乎超自然的感知能力。后者所谓的感知能力连同植物拥有智慧的概念，可以追溯到1848年时德国实验心理学家古斯塔夫·西奥多·费希纳的相关研究。他指出，植物拥有情绪，常跟植物说话、照料种植植物、与植物产生情感联系，有助于植物的茁壮成长。2009年，瑞士联邦非人类生物伦理委员会对植物的科学数据进行了分析，并得出结论：植物有一定的“感觉”，但“植物感知不能定量描述。”